# StarDance ...když hvězdy tančí
StarDance ...když hvězdy tančí – program rozrywkowy nadawany przez Czeską telewizję od 2006  i realizowany na podstawie międzynarodowego formatu Dancing with the Stars na licencji BBC Worldwide.

## Zasady programu
W programie biorą udział pary złożone z osobowości medialnych oraz zawodowego tancerza towarzyskiego, które w każdym odcinku prezentują przygotowany taniec, oceniany przez półprofesjonalną komisję jurorską, w skali ocen od 1 do 10. Oprócz punktów przyznanych przez sędziów, o końcowej klasyfikacji decydują telewidzowie poprzez głosowanie telefonicznie oraz SMS-owe. W każdym z odcinków odpada jedna para, która uzyskała najmniejszą liczbę głosów.

## Uczestnicy

### Pierwsza edycja
Pierwsza edycja była emitowana od 4 listopada do 23 grudnia 2006.
| Miejsce | Gwiazda           | Tancerz            |
| ------- | ----------------- | ------------------ |
| 1.      | Roman Vojtek      | Kristýna Coufalová |
| 2.      | Václav Vydra      | Petra Kostovčíková |
| 3.      | Tomáš Dvořák      | Kamila Tománková   |
| 4.      | Mahulena Bočanová | Jaroslav Kuneš     |
| 5.      | Jolana Voldánová  | Jan Tománek        |
| 6.      | Jana Švandová     | Zdeněk Fenčák      |
| 7.      | Jan Čenský        | Tereza Bufková     |
| 8.      | Helena Zeťová     | Eduard Zubák       |

### Druga edycja
Druga edycja była emitowana od 4 listopada do 23 grudnia 2007.
| Miejsce | Gwiazda             | Tancerz           |
| ------- | ------------------- | ----------------- |
| 1.      | Aleš Valenta        | Iva Langerová     |
| 2.      | Tatiana Vilhelmová  | Petr Čadek        |
| 3.      | Jiří Schmitzer      | Simona Švrčková   |
| 4.      | Michal Dlouhý       | Michaela Gatěková |
| 5.      | Robert Záruba       | Vanda Dětinská    |
| 6.      | Monika Žídková      | Jan Halíř         |
| 7.      | Lenka Filipová      | Michael Petr      |
| 8.      | Štěpánka Hilgertová | Michal Němeček    |

### Trzecia edycja
Trzecia edycja była emitowana od 1 listopada do 20 grudnia 2008.
| Miejsce | Gwiazda          | Tancerz          |
| ------- | ---------------- | ---------------- |
| 1.      | Dana Batulková   | Jan Onder        |
| 2.      | Zuzana Norisová  | Jan Kliment      |
| 3.      | Jaromír Bosák    | Eva Krejčířová   |
| 4.      | Vladimír Kratina | Laura Klimentová |
| 5.      | Jana Doleželová  | Michal Necpál    |
| 6.      | David Suchařípa  | Albina Zaytseva  |
| 7.      | Iva Frühlingová  | Michal Kostovčík |
| 8.      | Bohouš Josef     | Lenka Tvrzová    |

### Czwarta edycja
Czwarta edycja była emitowana od 30 października do 18 grudnia 2010.
| Miejsce | Celebryta         | Tancerz              |
| ------- | ----------------- | -------------------- |
| 1.      | Pavel Kříž        | Alice Stodůlková     |
| 2.      | Aneta Langerová   | Michal Kurtiš        |
| 3.      | Monika Absolonová | Václav Masaryk       |
| 4.      | Saša Rašilov      | Karolína Majerníková |
| 5.      | Jitka Čvančarová  | Lukáš Hojdan         |
| 6.      | Filip Sajler      | Veronika Šmiková     |
| 7.      | Alexander Hemala  | Jitka Šorfová        |
| 8.      | Veronika Žilková  | Marek Dědík          |

### Piąta edycja
Piąta edycja była emitowana od 3 listopada do 22 grudnia 2012.
| Miejsce | Celebryta         | Tancerz          |
| ------- | ----------------- | ---------------- |
| 1.      | Kateřina Baďurová | Jan Onder        |
| 2.      | Martin Procházka  | Tereza Bufková   |
| 3.      | David Švehlík     | Simona Švrčková  |
| 4.      | Barbora Poláková  | Václav Masaryk   |
| 5.      | Dana Morávková    | Jiří Hein        |
| 6.      | Oldřich Navrátil  | Kamila Tománková |
| 7.      | Petr Bende        | Lucia Krnčanová  |
| 8.      | Pavlína Němcová   | Jan Tománek      |

### Szósta edycja
Szósta edycja emitowana była od 2 listopada do 21 grudnia 2013.
| Miejsce | Celebryta         | Tancerz          |
| ------- | ----------------- | ---------------- |
| 1.      | Anna Polívková    | Michal Kurtiš    |
| 2.      | Taťána Kuchařová  | Jan Onder        |
| 3.      | Imrich Bugár      | Jitka Šorfová    |
| 4.      | Matěj Ruppert     | Alice Stodůlková |
| 5.      | Ondřej Brzobohatý | Eva Krejčířová   |
| 6.      | Šárka Kašpárková  | Jan Tománek      |
| 7.      | Pavel Řezníček    | Lucie Hunčárová  |
| 8.      | Jitka Hosprová    | Lukáš Bartuněk   |

### Siódma edycja
Siódma edycja była emitowana od 17 października do 19 grudnia 2015.
| Miejsce | Celebryta            | Tancerz            |
| ------- | -------------------- | ------------------ |
| 1.      | Marie Doležalová     | Marek Zelinka      |
| 2.      | Jitka Schneiderová   | Marek Dědík        |
| 3.      | Lukáš Pavlásek       | Lucie Hunčárová    |
| 4.      | Radek Banga          | Tereza Bufková     |
| 5.      | Leoš Mareš           | Katarina Štumpfová |
| 6.      | Leona Machálková     | Michal Necpál      |
| 7.      | Marek Taclík         | Martina Marková    |
| 8.      | Kateřina Cajthamlová | Petr Čadek         |
| 9.      | Rostislav Osička     | Romana Motlová     |
| 10.     | Lucie Dvořáková      | Michal Kurtiš      |

### Ósma edycja
Ósma edycja była emitowana od 8 października do 10 grudnia 2016.
| Miejsce | Celebryta          | Tancerz           |
| ------- | ------------------ | ----------------- |
| 1.      | Zdeněk Piškula     | Veronika Lálová   |
| 2.      | Ondřej Bank        | Eva Krejčířová    |
| 3.      | Jana Plodková      | Michal Padevět    |
| 4.      | Roman Zach         | Andrea Třeštiková |
| 5.      | Emanuele Ridi      | Lucie Hunčárová   |
| 6.      | Anna K             | Marek Hrstka      |
| 7.      | Kristýna Leichtová | Václav Masaryk    |
| 8.      | Olga Šípková       | Marek Dědík       |
| 9.      | Ladislav Vízek     | Eva Krejčířová    |
| 10.     | Miluše Bittnerová  | Michal Necpál     |

### Dziewiąta edycja
Dziewiąta edycja była emitowana od 13 października do 15 grudnia 2018.
| Miejsce | Celebryta            | Tancerz              |
| ------- | -------------------- | -------------------- |
| 1.      | Jiří Dvořák          | Lenka Nora Návorková |
| 2.      | Pavla Tomicová       | Marek Dědík          |
| 3.      | David Svoboda        | Veronika Lálová      |
| 4.      | Veronika Arichteva   | Michal Necpál        |
| 5.      | Daniela Písařovicová | Michal Mládek        |
| 6.      | Dalibor Gondík       | Alice Stodůlková     |
| 7.      | Richard Genzer       | Jana Zelenková       |
| 8.      | Adam Mišík           | Kateřina Krakowková  |
| 9.      | Daniela Šinkorová    | Michal Padevět       |
| 10.     | Monika Bagárová      | Robin Ondráček       |

## Dziesiąta edycja
Dziesiąta edycja była emitowana od 12 października do 14 grudnia 2019.